# Sassacus marginellus
Sassacus marginellus är en spindelart som beskrevs av Simon 1902. Sassacus marginellus ingår i släktet Sassacus och familjen hoppspindlar. Inga underarter finns listade i Catalogue of Life.